# 風と凪
『風と凪』（かぜとなぎ）は、熊木杏里初のベスト・アルバム。2010年3月10日にキングレコードからリリース。

## 概要
CD2枚組。それぞれ「disc風」・「disc凪」と表記。未発表音源を含む全20曲。本作がキングレコードからの最後のアルバム。

## 収録曲
- 全作詞・作曲：熊木杏里（特記以外）

### disc風[Disc1]
1. 春の風 [4:48]
  - 編曲：吉俣良
  - 初出：シングル「春の風」（2007年2月21日）
2. 遠笛 [4:17]
  - 編曲：吉俣良
  - 初出：シングル「春の風」
3. 時の列車 [4:13]
  - 編曲：西垣哲二・岩瀬聡志
  - 初出：シングル「春隣」（2008年5月21日）
4. 窓絵 [4:36]
  - 編曲：吉俣良
  - 初出：シングル「窓絵」（2002年2月21日）
  - 本曲のみ、移籍前のレーベル・バップでの発表曲。
5. ひみつ [5:17]
  - 編曲：岩瀬聡志
  - 初出：アルバム『私は私をあとにして』（2007年10月24日）
6. 雨が空から離れたら [4:24]
  - 編曲：L.O.E
  - 初出：アルバム『ひとヒナタ』（2008年11月5日）
7. しんきろう [4:50]
  - 編曲：吉俣良
  - 初出：シングル「流星」（2006年5月24日）
8. 新しい私になって [4:21]
  - 作詞：中島信也・熊木杏里／編曲：吉俣良
  - 初出：シングル「新しい私になって」（2006年11月22日）
9. モウイチド [4:42]
  - 編曲：西垣哲二・岩瀬聡志
  - 初出：アルバム『ひとヒナタ』
10. 誕生日 [3:48]
  - 編曲：L.O.E
  - 初出：シングル「こと／誕生日」（2008年10月22日）
11. CHAPPE SONG [3:09]
  - 編曲：西垣哲二・黒田晃年
  - ボーナス・トラック。
  - 未発表音源。

### disc凪[Disc2]
1. ゴールネット [4:58]
  - 編曲：吉俣良
  - 初出：シングル「七月の友だち」（2007年7月25日）
2. 戦いの矛盾 [4:27]
  - 編曲：吉俣良
  - 初出：シングル「戦いの矛盾」（2006年1月25日）
  - アルバム『風の中の行進』（2006年9月21日）バージョンを収録。
3. 最後の羅針盤 [5:14]
  - 編曲：吉俣良
  - 初出：アルバム『私は私をあとにして』
4. 君の名前 [5:32]
  - 編曲：坂本昌之
  - 初出：シングル「君の名前」（2009年6月17日）
  - アルバム『はなよりほかに』（2009年11月6日）バージョンを収録。
5. 長い話 [5:37]
  - 編曲：吉俣良
  - 初出：アルバム『無から出た錆』（2005年2月23日）
6. こと [6:09]
  - 編曲：西垣哲二・岩瀬聡志
  - 初出：シングル「こと／誕生日」
7. 朝日の誓い [4:00]
  - 作曲・編曲：吉俣良
  - 初出：シングル「七月の友だち」
8. 私をたどる物語 [4:16]
  - 作詞：武田鉄矢／編曲：吉俣良
  - 初出：シングル「私をたどる物語」（2005年4月6日）
9. 一千一秒 [4:41]
  - （編曲者無表記）
  - 初出：アルバム『はなよりほかに』
  - ボーナス・トラック。
  - 2009年11月15日に東京国際フォーラム・ホールCで開催された『熊木杏里 2009 autumn Tour 〜はなよりほかに〜 』のライブ音源。